# William Attia
Pour les articles homonymes, voir Attia.
William Attia est un auteur français de jeux de société né en 1976, il est surtout connu pour Caylus qui a été multi-primé dans le monde entier. Il est aussi champion du jeu Diplomatie.

## Ludographie

### Seul auteur
- Caylus, 2005, Ystari Games - Spiel des Jahres  jeu complexe 2006, Deutscher Spiele Preis  2006, International Gamers Awards multijoueur 2006, Nederlandse Spellenprijs  2006
- Caylus Magna Carta, 2007, Ystari Games
- Tai Chi Chuan, 2007, Cocktailgames
- Djam, 2010, Asmodée Éditions
- Spyrium, 2013, Ystari Games
- Caylus 1303, 2019, Space Cowboys

## Compétiteur àDiplomatie
William Attia a joué en tournoi à Diplomatie entre 1997 et 2006, il s’est constitué l’essentiel de son palmarès à partir de 2002.
Victoires :
- vainqueur du premier Grand Prix Européen (coupe d’Europe de la discipline) en 2002 ;
- champion de Norvège en 2002 ;
- champion du Danemark en 2002 ;
- champion de France par équipes en 2005 ;
- trophée par équipes du Grand Prix Européen en 2005.

Places d’honneur :
- membre de l’équipe deuxième du trophée par équipes du Grand Prix Européen en 2002 et 2003 ;
- vice-champion du Canada en 2003 ;
- deuxième du Grand Prix Européen en 2003 ;
- vice-champion de France en 2004 et en 2005 ;
- vice-champion de France par équipes en 2004 ;
- troisième du championnat d’Europe par équipes en 2002.

Résultats au championnat du monde (5 participations) :
- 1999 : 39e, 2001 : 24e, 2002 : 19e, 2003 : 77e et 2006 : 53e.

Au 17 novembre 2014, il est classé 45e mondial et 11e Français au World Performance Evaluation (classement mondial calculé sur tous les résultats en tournoi depuis 1988, année du premier championnat du monde). Il a figuré une fois dans les trois meilleurs joueurs de l’année à ce même classement (2e en 2002).